# Peace Maker (manga, 1999)
Pour les articles homonymes, voir Peacemaker.
Peace Maker (新撰組異聞PEACE MAKER, Shinsengumi Imon Peace Maker) est un manga écrit et dessiné par Nanae Chrono. Il a été prépublié dans le magazine Monthly Shōnen Gangan de l'éditeur Enix, et a été compilé en un total de six volumes. Une réédition a eu lieu en 2005 avec un nouveau format en seulement cinq volumes. Cette version a été publiée en version française par Kami. Une suite nommée Peace Maker Kurogane (PEACE MAKER鐵) est publiée depuis 2001 dans le magazine Monthly Comic Blade, puis reprise en septembre 2014 dans le Monthly Comic Garden, tous deux de l'éditeur Mag Garden, et six tomes sont sortis en novembre 2010. Les cinq premiers volumes sont édités en version française par Kami.
Une adaptation en série télévisée d'animation de vingt-quatre épisodes a été réalisée par Tomohiro Hirata du studio Gonzo en 2003 et distribué en France par Déclic Images. Un drama a également été diffusé entre janvier et mars 2010.

## Synopsis
C'est l'histoire d'un garçon de 15 ans qui ne fait pas du tout son âge, nommé Ichimura Tetsunosuke, qui décide de devenir plus fort afin de venger ses parents. Ces derniers ont été assassinés par les extrémistes Chōchū, clan très puissant favorable à l'empereur. Il essaie alors de se faire enrôler au sein du Shinsen Gumi, puissant groupe de samouraïs surnommés « les Loups de Mibu ». L'apprentissage de Tetsu sera long et parsemé de complications puisqu'il entrera au Shinsen Gumi comme domestique.

## Personnages
Tetsunosuke Ichimura (市村 鉄之助, Ichimura Tetsunosuke)
Tatsunosuke Ichimura (市村 辰之助, Ichimura Tatsunosuke)
Sōji Okita (沖田 総司, Okita Sōji)
Toshizō Hijikata (土方 歳三, Hijikata Toshizō)
Susumu Yamazaki
Ayumu Yamazaki
Suzu Kitamura
Ryōma
Yamanami Keisuke
Harada Sanosuke
Kondou Isami
Nagakura Shinpachi
Saya
Toudo Heisuke

## Manga
La série a débuté en 1999 dans le magazine Monthly Shōnen Gangan édité par Square Enix. Six volumes sont sortis entre octobre 1999 et octobre 2001. Une réédition en cinq tomes par Mag Garden a vu le jour en septembre 2005. Une suite nommée Peace Maker Kurogane (PEACE MAKER鐵) est publiée dans le magazine Comic Blade depuis 2001 puis reprise par le Monthly Comic Garden du même éditeur en septembre 2014. La publication de cette série a connu de nombreuses pauses. Actuellement, elle est publiée depuis décembre 2013. Le volume 6 sorti en novembre 2010 est sorti en deux versions différentes.
Les versions françaises des deux séries ont été licenciées par Kami, mais ne sont plus commercialisées, la série s'arrêtant au tome 5 de la seconde série.

### Peace Maker
Première édition japonaise par Enix :
- Tome 1 : sortie en octobre 1999,  (ISBN 4-7575-0094-7)
- Tome 2 : sortie en avril 2000,  (ISBN 4-7575-0197-8)
- Tome 3 : sortie en octobre 2000,  (ISBN 4-7575-0312-1)
- Tome 4 : sortie en avril 2001,  (ISBN 4-7575-0420-9)
- Tome 5 : sortie en septembre 2001,  (ISBN 4-7575-0513-2)
- Tome 6 : sortie en octobre 2001,  (ISBN 4-7575-0550-7)

Seconde édition :
| no | Japonais          | Japonais          | Français          | Français      |
| no | Date de sortie    | ISBN              | Date de sortie    | ISBN          |
| --- | ----------------- | ----------------- | ----------------- | ------------- |
| 1 | 10 septembre 2005 | 978-4-86127-187-8 | 14 septembre 2006 | 2-35100-123-0 |
| Personnage en couverture : Tetsu Quatrième de couverture : Article 1er : Il est interdit de s'écarter de la voie du guerrier.Liste des chapitres : 01. Je le veux (私は, Watashi Ha) 02. Les choses que nous avons dites aujourd'hui (言ったことを私たちは今日, Itta Koto o Watashi Tachi Ha Kyou) 03. Ce garçon (このボーイ, Kono Booi) 04. Comment fais-tu ça ? (どのようにかか, Dono You Ni Kaka) 05. Agis naturellement (当然のことながら法, Touzen no Koto Nagara Hou) |                   |                   |                   |               |
| 2 | 10 septembre 2005 | 978-4-86127-188-5 | 6 décembre 2006   | 2-35100-135-4 |
| Personnage en couverture : Okita Quatrième de couverture : Article 2 : Il est interdit de quitter le Shinsengumi.Liste des chapitres : 06. Révolution (革命, Kakumei) 07. Je suis un perdant (私は敗者だ, Watashi Ha Haisha Da) 08. De retour (先頭を取得, Sentou o Shutoku) 09. Tout ce que j'ai à faire (すべて私が持っているか, Subete Watashi Ga Motte Iru Ka) 10. Un autre type (いくつかの他の方法, Ikutsu Ka No Hoka No Houhou) 11. Demande-moi pourquoi (私はなぜ質問, Watashi Ha Naze Shitsumon) |                   |                   |                   |               |
| 3 | 10 septembre 2005 | 978-4-86127-189-2 | 8 mars 2007       | 2-35100-192-3 |
| Personnage en couverture : Hijikata Quatrième de couverture : Article 3 : Il est interdit de collecter de l'argent en dehors du cadre du Shinsengumi.Liste des chapitres : 12. Nowhere Man (どこにも男, Doko Ni Mo Otoko) 13. I Call Your Name (私はあなたのお名前請求, Watashi Ha Anata No o Namae Seikyuu) 14. Something (何か, Nani Ka) 15. Chains (チェーン, Cheen) 16. Don't Let Me Down (ミーダウンさせてはいけない, Miidaun Sa Se Te Ha Ike Nai) 17. I'm Looking Through You (私はあなたを探しています, Watashi Ha Anata o Sagashi Tei Masu) |                   |                   |                   |               |
| 4 | 10 septembre 2005 | 978-4-86127-190-8 | 22 mai 2007       | 2-35100-231-8 |
| Personnage en couverture : Yamazaki Quatrième de couverture : Article 4 : Il est interdit de se mêler de litiges ne concernant pas le Shinsengumi.Liste des chapitres : 18. From Me To You (私からあなたへ, Watashi Kara Anata He) 19. You Know My Name (あなたが私の名を知っている, Anata Ga Watashi no Na o Shitte Iru) 20. I'l Be On My Way (私は私の行くが, Watashi Ha Watashi no Iku Ga) 21. Junk (ジャンク, Janku) 22. Misery (不幸, Fukou) 23. Come Together (一緒に、是非, Issho Ni, Zehi) |                   |                   |                   |               |
| 5 | 10 septembre 2005 | 978-4-86127-191-5 | 5 juillet 2007    | 2-35100-247-4 |
| Personnage en couverture : Suzu Quatrième de couverture : Article 5 : Il est interdit de combattre à son propre compte.Liste des chapitres : 24. A Hard Day Night (1) (アハードデイズナイト（シーン1 ）, Ahaadodeizunaito (shiin 1)) 25. A Hard Day Night (2) (アハードデイズナイト（シーン2 ）, Ahaadodeizunaito (shiin 2)) 26. A Hard Day Night (3) (アハードデイズナイト（シーン3 ）, Ahaadodeizunaito (shiin 3)) 27. A Hard Day Night (4) (アハードデイズナイト（シーン4 ）, Ahaadodeizunaito (shiin 4)) 28. A Hard Day Night (5) (アハードデイズナイト（最後の場面）, Ahaadodeizunaito (saigo no bamen)) 29. A Day in The Life (私たちの一日, Watashi Tachi No Ichi Nichi) |                   |                   |                   |               |

### Peace Maker Kurogane
| no | Japonais          | Japonais          | Français          | Français          |
| no | Date de sortie    | ISBN              | Date de sortie    | ISBN              |
| --- | ----------------- | ----------------- | ----------------- | ----------------- |
| 1 | 10 octobre 2002   | 978-4-901926-11-9 | 26 septembre 2007 | 978-2-35100-295-7 |
| Personnage en couverture : TetsuListe des chapitres : 01. Le commencement 02. Hajime 03. Le sabre 04. Le dragon 05. Renouveau                                                                                           |                   |                   |                   |                   |
| 2 | 2 février 2003    | 978-4-901926-30-0 | 12 décembre 2007  | 978-2-35100-325-1 |
| Personnage en couverture : Tetsu et YamanamiListe des chapitres : 06. Difficultés 07. Pluie 08. Neige 09. Voix 10. Lien                                                                                                 |                   |                   |                   |                   |
| 3 | 10 juillet 2003   | 978-4-901926-72-0 | 20 février 2008   | 978-2-35100-400-5 |
| Personnage en couverture : Tetsu et SuzuListe des chapitres : 11. Larmes 12. Rencontres 13. Séparation 14. Arme 15. Maladie                                                                                             |                   |                   |                   |                   |
| 4 | 2 février 2003    | 978-4-901926-30-0 | 23 juillet 2008   | 978-2-35100-448-7 |
| Personnage en couverture : Tetsu et RyōmaListe des chapitres : 16. Origine 17. Chef 18. Plongeon 19. Cadeau 20. Choix 21. Mer                                                                                           |                   |                   |                   |                   |
| 5 | 10 mars 2005      | 978-4-86127-125-0 | 5 novembre 2008   | 978-2-35100-478-4 |
| Personnage en couverture : Tetsu et HijikataListe des chapitres : 22. Demande 23. Piège 24. Cible 25. Seigneur Peace Maker Kurogane : L'histoire de Hino 1re partie Peace Maker Kurogane : L'histoire de Hino 2e partie |                   |                   |                   |                   |
| 6 | 10 novembre 2010  | 978-4-86127-787-0 |                   |                   |
| 7 | 14 mai 2014       | 978-4-8000-0309-6 |                   |                   |
| 8 | 14 avril 2015     | 978-4-8000-0444-4 |                   |                   |
| 9 | 14 octobre 2015   | 978-4-8000-0506-9 |                   |                   |
| 10 | 14 avril 2016     | 978-4-8000-0557-1 |                   |                   |
| 11 | 14 septembre 2016 | 978-4-8000-0616-5 |                   |                   |
| 12 | 14 avril 2017     | 978-4-80000-676-9 |                   |                   |
| 13 | 13 octobre 2017   | 978-4-80000-725-4 |                   |                   |
| 14 | 13 avril 2018     | 978-4-80000-761-2 |                   |                   |
| 15 | 10 octobre 2018   | 978-4-80000-802-2 |                   |                   |
| 16 | 31 mai 2019       | 978-4-80000-864-0 |                   |                   |
| 17 | 29 mai 2020       | 978-4-80000-980-7 |                   |                   |

### Édition japonaise
Peace Maker
1. 1 2  Tome 1
2. 1 2  Tome 2
3. 1 2  Tome 3
4. 1 2  Tome 4
5. 1 2  Tome 5

Peace Maker Kurogane
1. 1 2  Tome 1
2. 1 2  Tome 2
3. 1 2  Tome 3
4. 1 2  Tome 4
5. 1 2  Tome 5
6. 1 2  Tome 6
7. 1 2  Tome 7
8. 1 2  Tome 8
9. 1 2  Tome 9
10. 1 2  Tome 10
11. 1 2  Tome 11
12. 1 2  Tome 12
13. 1 2  Tome 13
14. 1 2  Tome 14
15. 1 2  Tome 15
16. 1 2  Tome 16
17. 1 2  Tome 17

### Édition française
Peace Maker
1. 1 2  Tome 1
2. 1 2  Tome 2
3. 1 2  Tome 3
4. 1 2  Tome 4
5. 1 2  Tome 5

Peace Maker Kurogane
1. 1 2  Tome 1
2. 1 2  Tome 2
3. 1 2  Tome 3
4. 1 2  Tome 4
5. 1 2  Tome 5